# ایتکوچوکوو
ایتکوچوکوو (انگلیسی: Itkuchukovo) یک شهرک در شهرستان ملئوزوفسکی استان باشقیرستان کشور روسیه است.